# Polarni koordinatni sustav
Polarni koordinatni sustav je koordinatni sustav u ravnini i određen je ishodištem O i zrakom p s početkom u ishodištu (polarna os) i jediničnom točkom E. Točki T ravnine pripadaju tada njezine polarne koordinate: jedna je radijalna koordinata r = OT, a druga je amplituda φ, koja je mjerni broj kuta što ga zatvara zraka p sa zrakom kojoj je početak u ishodištu i koja prolazi kroz T. 
Prijelaz iz Kartezijevih koordinata u ravnini u polarne koordinate u ravnini računa se prema jednadžbama: 
{\displaystyle r={\sqrt {x^{2}+y^{2}}}\quad }
{\displaystyle \varphi =\arctan \left({\frac {y}{x}}\right)}
a prijelaz iz polarnih u Kartezijeve koordinate prema jednadžbama:
{\displaystyle x=r\cdot \cos \varphi }
{\displaystyle y=r\cdot \sin \varphi }

## Polarni koordinatni sustav za CNC strojeve
U polarnome koordinatnom sustavu točka se određuje radijvektorom i kutom koji taj vektor čini u odnosu prema postojećem polu i osi koja prolazi kroz taj pol. Polarni koordinatni sustav nalazi primjenu pri programiranju operacija glodanja i bušenja.

### Polarni prostorni koordinatni sustav
Polarni koordinatni sustav moguće je primijeniti i u prostoru. Koordinate točke T opisane su tada s:
- polumjerom RP,
- kutom AP,
- koordinatom z.[2]

## Koordinatni sustavi
Koordinatni sustav je sustav koji omogućuje da se točke na krivulji, pravcu, plohi, u ravnini ili prostoru opišu s pomoću brojeva, takozvanim koordinatama. U matematici i drugim područjima postoji više različitih koordinatnih sustava:
- brojevni pravac,
- Kartezijev ili pravokutni koordinatni sustav,
- polarni koordinatni sustav,
- cilindrični koordinatni sustav,
- sferni koordinatni sustav,
- zemljopisne koordinate,
- nebeski koordinatni sustavi.